# Vsevolod Konstantinov
Vsevolod Konstantinov (ryska: Всеволод Константинов, engelska: Vsevolod Konstantinov), född 18 augusti 1975 i Penza, är en rysk professor i psykologi. Han föddes i en läkarfamilj. Han studerade i Penzas klassiska gymnasium Nr 1, uppkallat efter V. G. Belinskij, där han tog studenten 1992. År 1999 avslutade han sina studier i psykologi och socialt arbete vid V. G. Belinskij-universitetet.

## Karriär
År 2004 lade han fram sin doktorsavhandling med titeln «Dependency of social and psychological adaptation success in forced migrants to new living conditions on the type of residence».
År 2015 höll han en föreläsningsserie för studenter och personal på Stockholms Universitet (Sverige) om «Rysslands Migrationsprocesser under de senaste 30 åren».
År 2018 lade han fram sin doktorsavhandling i psykologi: «Socio-psychological adaptation of migrants in a host multicultural society».
År 2020 blev han utnämnd till professor i vetenskapliga inriktningen socialpsykologi. 
Han är medlem i Dissertation Councils (dissertationsråden) vid det statliga N. G. Chernyshevskij-universitetet i Saratov, vid Penza State University och vid Immanuel Kant Baltic Federal University.
Hans vetenskapliga intressen spänner över ämnen som flyktingar och migranters anpassning till nya levnadsförhållanden; psykologiska aspekter av kulturell överföring; socio-psykologiska aspekter av missanpassning av personligheten; förändringen av en migrants identitet; etnicitet; metodologiska problem för etno-psykologi; den mottagande befolkningen; samt problem med beroende-beteende.
V. Konstantinov har utvecklat ett nytt vetenskapligt begrepp för migranters sociala och psykologiska anpassning i ett multikulturellt samhälle, och har föreslagit en nyskapande typologi för adaptationsprocesser.
Han är chefredaktör för den vetenskapliga nättidskriften “Penza Psychological Bulletin”, medlem av redaktionen för Frontiers in Psychology / Health Psychology, Frontiers in Psychiatry / Anxiety and Stress Disorders, "Izvestia of Saratov University. New episode. Series Acmeology of Education. Developmental psychology”, samt medlem av redaktionen för tidskriften “EC Neurology”, Journal of Loss and Trauma (Taylor & Francis),  Psychological Trauma: Theory, Research, Practice, and Policy (APA), och medlem av granskningskommittén för “Behavioral Sciences” (MDPI) och “European Journal of Investigation in Health, Psychology and Education” (MDPI) samt OBM Integrative and Complementary Medicine (LIDSEN). V. Konstantinov, inbjuden redaktör av specialutgåvor av en rad internationella vetenskapspublikationer
Professor Konstantinov har samarbetat med RADAR, Regionalt Centrum för Studier om Drogberoende vid Ben-Gurions universitet i Negev, ett samarbete som resulterat i ett antal studier av effekterna av COVID-19 på psykiskt och emotionellt välbefinnande, rädsla, droganvändning, ätbeteenden och hanterandestrategier hos studenter i vårdyrken och universitetslärare.
I egenskap av lärare har V. Konstantinov handlett 12 doktorsavhandlingar.
V. Konstantinov deltar i vetenskapliga konferenser, kongresser, forum och seminarier, såväl i Ryssland som utomlands (USA, England, Kina, Sverige, Israel och Japan), där han medverkar som talare och medlem av organisationskommittén och programkommittén.

## Vetenskapligt arbete
Författare till mer än 200 vetenskapliga och metodologiska  arbeten, däribland 7 monografier och 10 läromedel:

### Utvalda publikationer
- Konstantinov, Vsevolod (2017-08-11). "The Role of the Host Local Population in the Process of Migrants' Adaptation". Social Sciences. 6 (3): 92. doi:10.3390/socsci6030092. ISSN 2076-0760.
- Gritsenko, V.V.; Khukhlaev, O.E.; Zinurova, R.I.; Konstantinov, V.V.; Kulesh, E.V; Malyshev, I.V.; Novikova, I.A.; Chernaya, A.V. (2021). "Intercultural Competence as a Predictor of Adaptation of Foreign Students". Cultural-Historical Psychology. 17 (1): 102–112. doi:10.17759/chp.2021170114. ISSN 1816-5435. S2CID 234945526.
- Khukhlaev, O.E.; Аlexandrova, E.A.; Gritsenko, V.V.; Konstantinov, V.V.; Kuznetsov, I.M.; Pavlova, O.S.; Ryzhova, S.V.; Shorokhova, V.A. (2019). "Religious Group Identification and Ethno-National Attitudes in Buddhist, Muslim and Orthodox Youth". Cultural-Historical Psychology. 15 (3): 71–82. doi:10.17759/chp.2019150308. ISSN 1816-5435. S2CID 210549393.
- Gritsenko, Valentina; Konstantinov, Vsevolod; Reznik, Alexander; Isralowitz, Richard (January 2020). "Russian Federation medical student knowledge, attitudes and beliefs toward medical cannabis". Complementary Therapies in Medicine. 48: 102274. doi:10.1016/j.ctim.2019.102274. PMID 31987225. S2CID 210935050.
- Reznik, Alexander; Gritsenko, Valentina; Konstantinov, Vsevolod; Khamenka, Natallia; Isralowitz, Richard (October 2021). "COVID-19 Fear in Eastern Europe: Validation of the Fear of COVID-19 Scale". International Journal of Mental Health and Addiction. 19 (5): 1903–1908. doi:10.1007/s11469-020-00283-3. ISSN 1557-1874. PMC 7217343. PMID 32406404.
- Gritsenko, Valentina; Skugarevsky, Oleg; Konstantinov, Vsevolod; Khamenka, Natallia; Marinova, Tatyana; Reznik, Alexander; Isralowitz, Richard (December 2021). "COVID 19 Fear, Stress, Anxiety, and Substance Use Among Russian and Belarusian University Students". International Journal of Mental Health and Addiction. 19 (6): 2362–2368. doi:10.1007/s11469-020-00330-z. ISSN 1557-1874. PMC 7241583. PMID 32837418.
- Reznik, A., Gritsenko, V., Konstantinov, V. et al. COVID-19 Fear in Eastern Europe: Validation of the Fear of COVID-19 Scale. Int J Ment Health Addiction 19, 1903–1908 (2021).
- Gritsenko, V., Konstantinov, V., Reznik, A., & Isralowitz, R. (2020). Russian Federation medical student knowledge, attitudes and beliefs toward medical cannabis. Complementary Therapies in Medicine, 48, 102274.
- Konstantinov, V., Mynbayeva, A., Gritsenko, V. et al. Gaming disorder among Russian and Kazakh university students. Discov glob soc 2, 93 (2024). https://doi.org/10.1007/s44282-024-00101-4
- Bashkin, E. B., Kameneva, G. N., Konstantinov, V., Novikova, I. A., Pilishvili, T. S., Rushina, M. A., & Shlyakhta, D. A. (2025). Time Perspective, Psychological Well-Being and Attitudes to Seeking Mental Health Services in Russian Y and Z Generations. European Journal of Investigation in Health, Psychology and Education, 15(5), 67. https://doi.org/10.3390/ejihpe15050067